# Farba lateksowa
Farba lateksowa – najczęściej emulsyjna farba akrylowa, w której wysoka zawartość żywic sprawia, że powierzchnia pomalowana taką farbą jest odporna na szorowanie lub zmywanie wodą. Wbrew panującej opinii farba ta nie zawiera lateksu. Poprzez zastosowanie najczęściej wykończeń półmatowych powłoka jest elastyczna i daje się ją łatwo zmywać. Stopień szorowalności i zmywalności określają normy: PN-EN 13300 oraz PN-92/C-81517.